# Amara (Rumunia)
Amara – miasto w Rumunii, w okręgu Jałomica. Liczy 7 tys. mieszkańców (2011).